# Eduardo Francisco de Silva Neto
Eduardo Francisco de Silva Neto (nacido el 2 de febrero de 1980) es un exfutbolista brasileño que se desempeñaba como delantero.
Jugó para clubes como el Vitória, Guarani, Kalmar FF, Cruzeiro, Omiya Ardija y Figueirense.

## Trayectoria

### Clubes
| Club            | País          | Año         |
| --------------- | ------------- | ----------- |
| Vitória         | Brasil        | 1999 - 2001 |
| Guarani         | Brasil        | 2002        |
| Botafogo        | Brasil        | 2002        |
| Kalmar FF       | Suecia        | 2003        |
| America         | Brasil        | 2004        |
| Cruzeiro        | Brasil        | 2004        |
| Seongnam FC     | Corea del Sur | 2004 - 2006 |
| FC Seoul        | Corea del Sur | 2006 - 2008 |
| Seongnam FC     | Corea del Sur | 2008        |
| Tombense        | Brasil        | 2009        |
| Omiya Ardija    | Japón         | 2009 - 2010 |
| Figueirense     | Brasil        | 2011        |
| Duque de Caxias | Brasil        | 2011        |
| Boavista        | Brasil        | 2012        |
| Bragantino      | Brasil        | 2012        |
| Guarani         | Brasil        | 2013        |
| Bonsucesso      | Brasil        | 2014        |